# Astragalus aquilonius
Astragalus aquilonius là một loài thực vật có hoa trong họ Đậu. Loài này được (Barneby) Barneby miêu tả khoa học đầu tiên.

## Hình ảnh

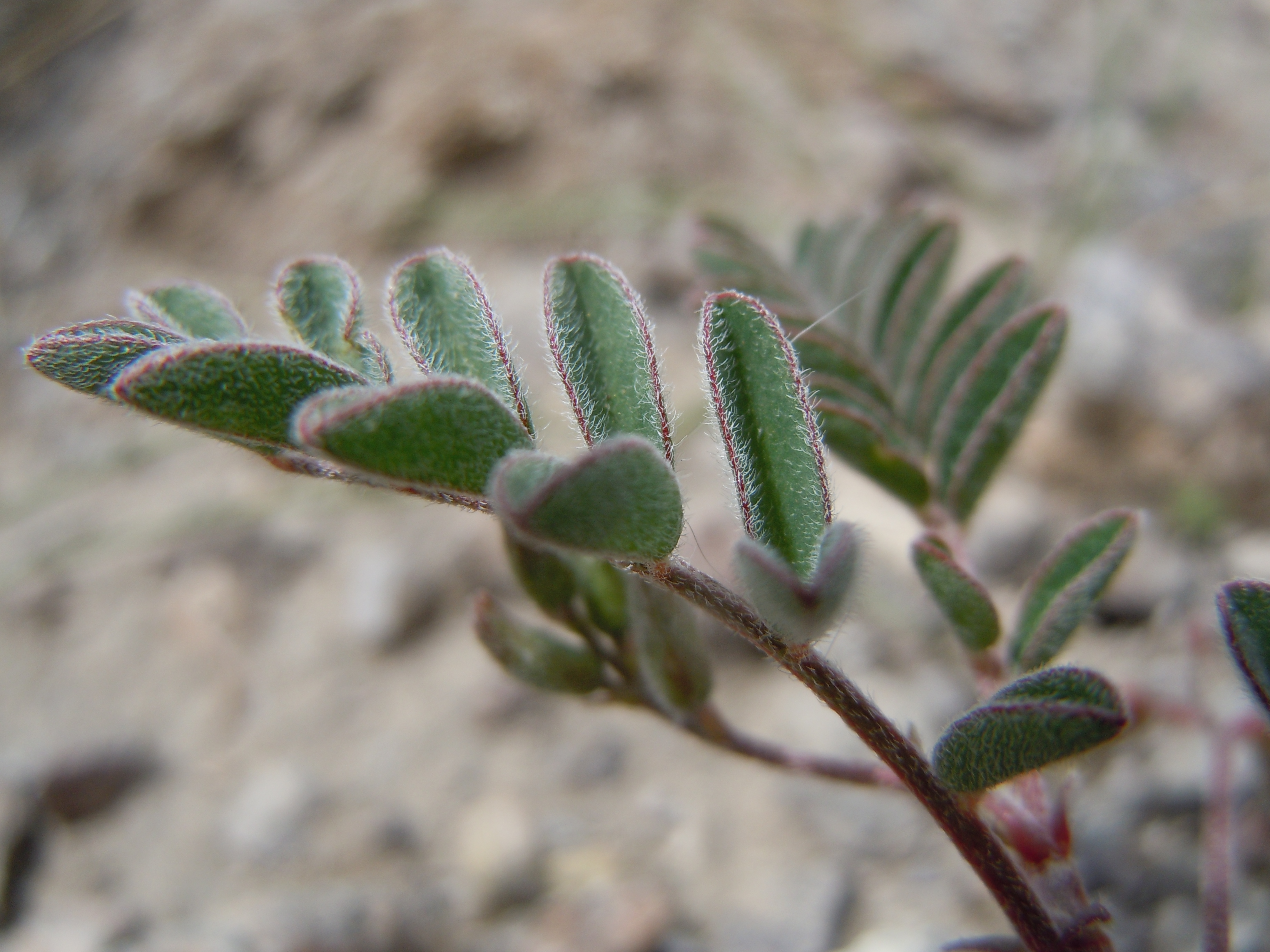
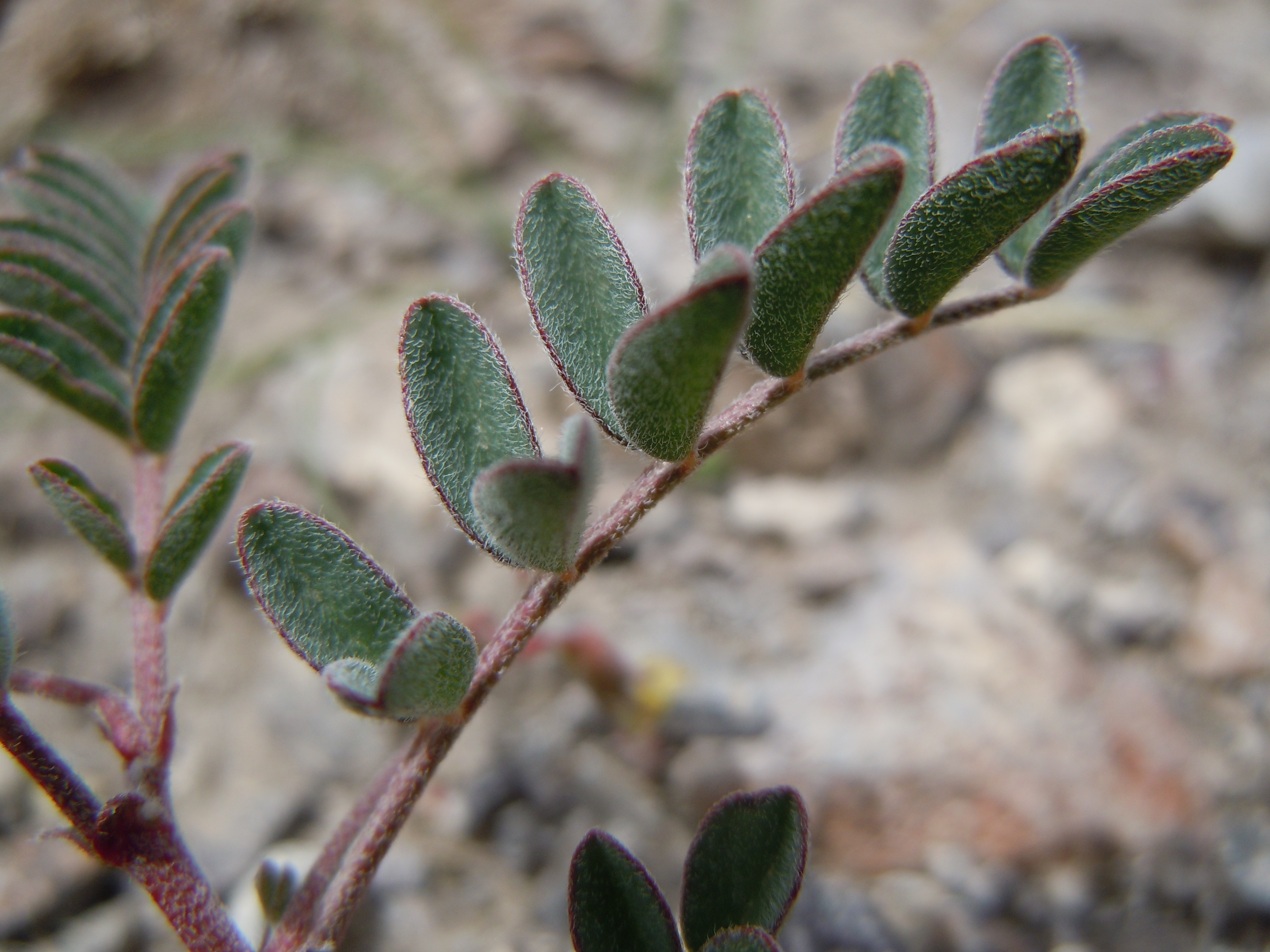
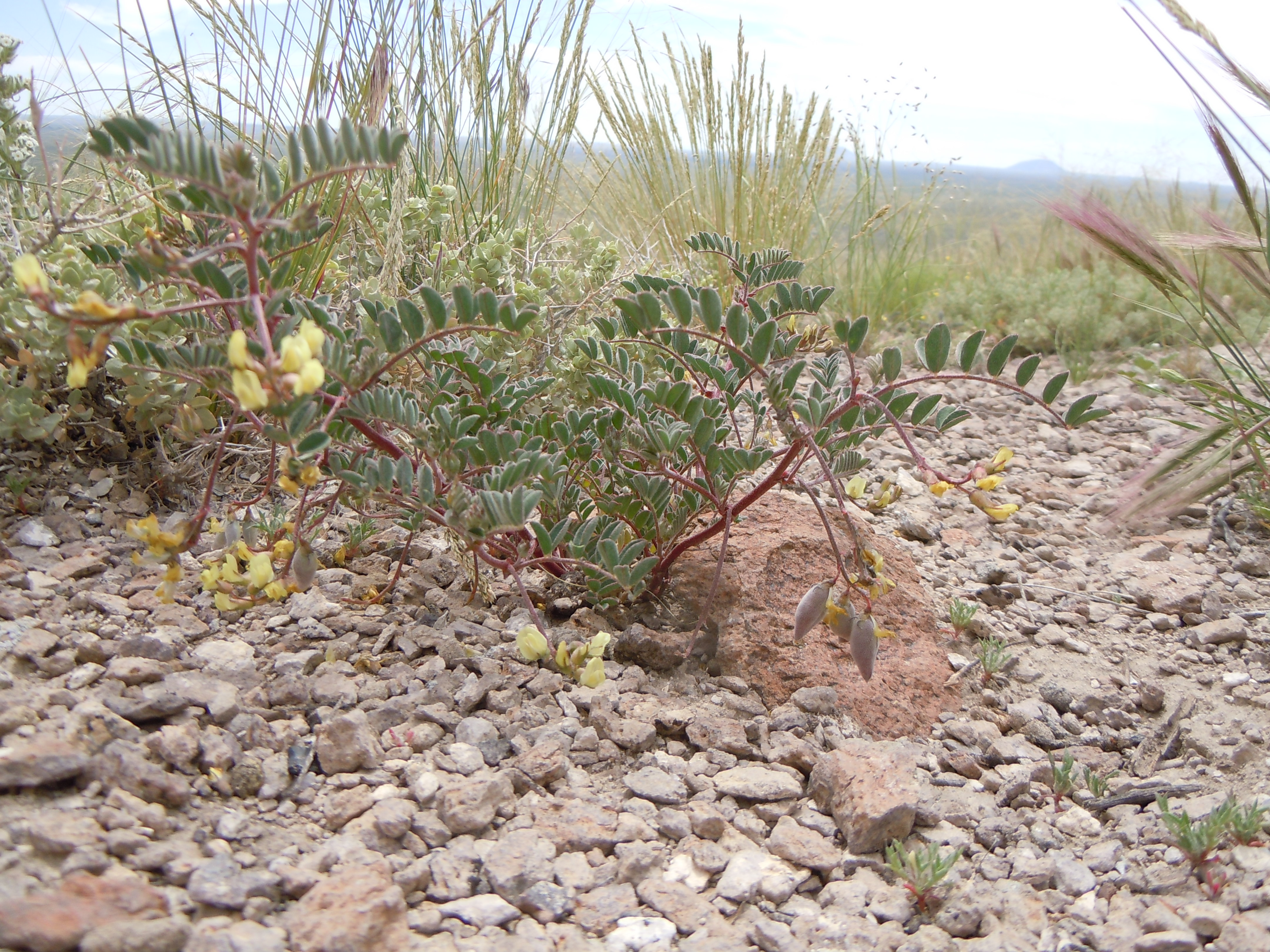
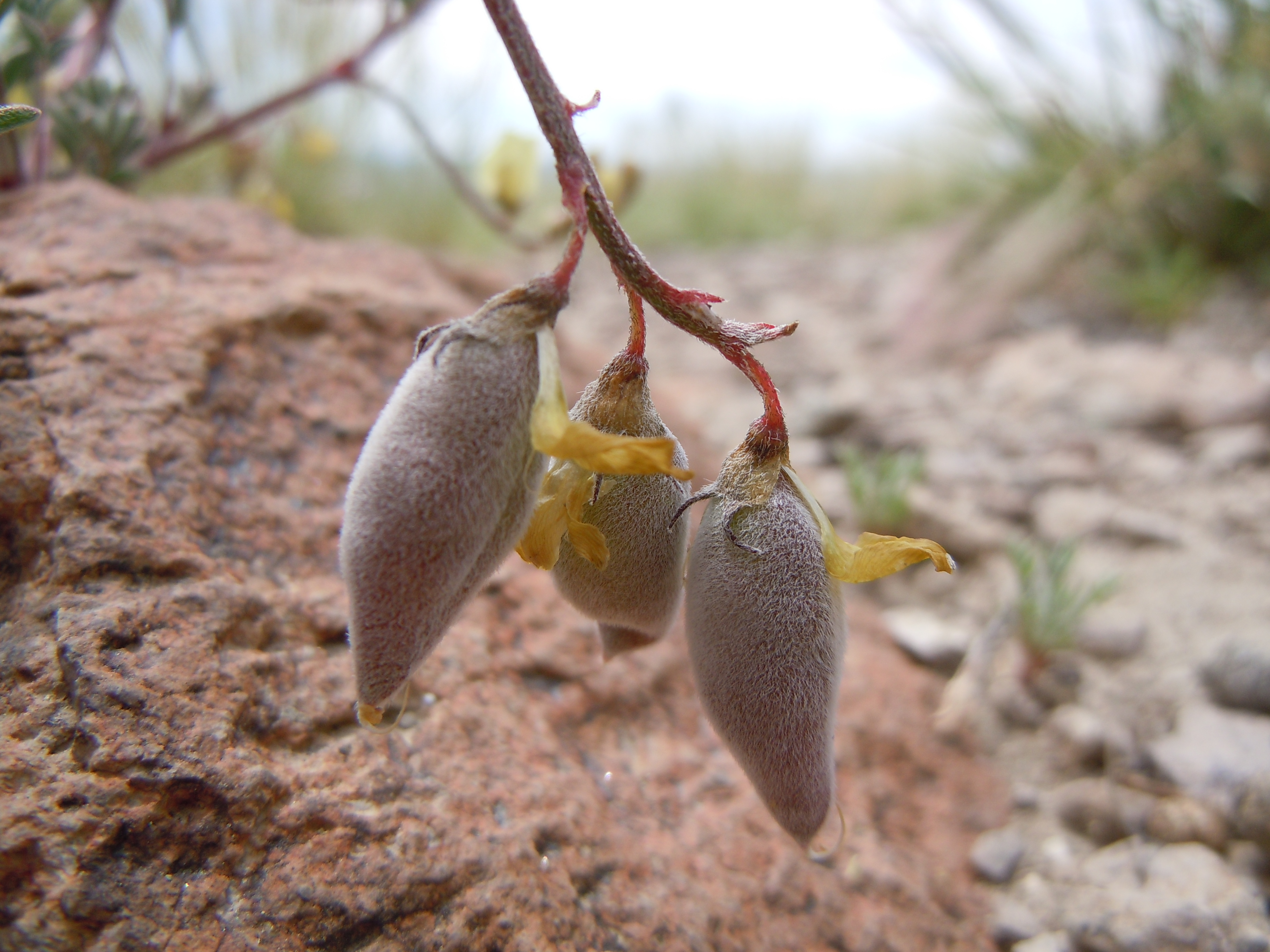